# 高橋勝郎 (ボクシングマネージャー)
高橋 勝郎（たかはし かつろう）は、元プロボクサーで、後の協栄ボクシングジムマネージャーである。

## 来歴
宮城県石巻出身で上京して協栄ジムに入門し、1962年10月18日、デビュー戦で後の日本フライ級王者スピーディ早瀬に判定負けを喫するが、翌年の再戦でリベンジを果たす。
フライ級で試合を重ねるが、2勝11敗と成績は芳しくなく、1969年に引退。その後協栄ジムのトレーナー兼マネージャーに就任。
拓大に入学するつもりで上京した具志堅用高を空港から協栄ジムへ連れて行った。
毒入りオレンジ事件により金平正紀会長がライセンス停止を受けていた間には会長代理も務めた。
後にマネージャー職は大竹重幸に禅譲されている。
その後、協栄ボクシングジムを退職し、ボクシングからは離れた。